# Xenofobie
Xenofobie (din greacă: ξενοφοβία, însemnând frica de străin) este frica sau ura față de străini și de necunoscut. Aceasta nu se referă numai la repulsia unei etnii, unei culturi sau unei religii diferite, dar și la frica de oameni necunoscuți și de concepte necunoscute. Forme ale xenofobiei pot include rasismul sau homofobia. Există însă o diferență între rasism și xenofobie. Pe când xenofobia este o frică sau o ură față de străini, rasismul este convingerea că oamenii sunt inegali în funcție de etnia căreia îi aparțin sau de culoarea pielii (conform ideologiei produse în secolele XIX și XX de către francezii Jules Soury, Joseph Arthur de Gobineau și Charles Maurras sau de germanul Alfred Rosenberg în context național socialist) adică, mai global, convingerea că popoarele sunt inegale ca atare. Există, de asemenea, xenofobie fără rasism (i.e. atunci când există o anumită ură sau frică de străini dar aceștia nu sunt socotiți sau percepuți drept inferiori sau superiori altora) și rasism fără xenofobie (i.e. atunci când există convingerea inegalității între popoare, dar fără să existe o teamă de străini).
Xenofobia este adesea provocată și întețită de inegalitățile sociale când acestea se cuplează cu diferențe de etnie sau de religie (adesea alimentate de anumite particularități sau sensibilități politice sau geopolitice care exploatează în mod cinic și cu rea voință aceste inechități), ca în Transilvania pe vremea Imperiului Austro-Ungar, în Irlanda de nord (i.e. Ulster) între protestanți și catolici, în Algeria pe vremea stăpânirii franceze, în Africa de Sud pe vremea apartheidului, în Statele Unite între afroamericani, americanii albi și hispanici, sau în Europa între populațiile sedentare și romi sau între populațiile creștine și evrei. Câteodată, xenofobia poate fi provocată și întețită de factori politici: Românii nu aveau nicio formă de xenofobie împotriva africanilor, până când situația privilegiată a anumitor studenți africani în România pe vremea regimului comunist a provocat abuzuri și tensiuni; Arabii erau foarte toleranți cu evreii și primitori cu călătorii occidentali de secole, dar colonialismul, apoi conflictul Israelo-Palestinian au provocat în majoritatea lumii arabo-musulmane o intensă xenofobie împotriva americanilor, a europenilor și a evreilor.
În Evul Mediu, xenofobia avea adesea o bază religioasă: credincioșii unei religii se temeau de oricine nu le împărtășea credința (acesta fiind și unul dintre motivele tragice declanșatoare ale unor războaie religioase, e.g. Războiul de Treizeci de Ani). În Antichitate, avea o bază culturală: Grecii și Romanii îi socoteau barbari pe toți cei care nu le împărtășeau limba, religia și forma de civilizație.